# Jamie Reid

Logo Sex Pistols autorstwa J. Reida (1977)

Jamie Macgregor Reid (ur. 16 stycznia 1947 w Londynie, zm. 8 sierpnia 2023 w Liverpoolu) – brytyjski artysta i anarchista związany ruchem sytuacjonistów.
Pochodził ze szkockiej rodziny. Kształcił się w Wimbledon College of Arts i w Croydon Art School. W latach 70. XX wieku przez pewien czas mieszkał na Hebrydach Zewnętrznych, powrócił jednak do Londynu na prośbę Malcolma McLarena, menadżera zespołu Sex Pistols. Angażował się w ruch neo–druidów, otrzymał tytuł „honorowego barda” organizacji Order of Bards, Ovates and Druids.

## Twórczość
Jego dzieła tworzone z liter; wycinanych z nagłówków gazet, przypominają anonimy z żądaniem okupu. Jego styl jest nierozerwalnie związany z wizerunkiem punk rocka, szczególnie na terenie Wielkiej Brytanii.
Jego najbardziej znane prace to: okładka płyty Sex Pistols – Never Mind the Bollocks, Here’s the Sex Pistols, oraz okładki singli Anarchy in the U.K., God Save The Queen, Pretty Vacant, i Holidays in the Sun.
W 1997, w rocznicę urodzin punk rocka, Reid stworzył serię sitodruków. Reid tworzył okładki dla Afro Celt Sound System. Styl not od porywacza powstał, gdy Jamie Reid tworzył Suburban Press, radykalny magazyn polityczny działający na przestrzeni pięciu lat.
Był także autorem plakatów Extinction Rebellion, Pussy Riot oraz krytykujących wojnę w Iraku.